# 梁星耀
梁星耀（Leung Sing Yiu，1995年11月5日—），生於香港，香港足球運動員，司職左翼衛，現時效力香港甲組足球聯賽球會南華足球隊，兼且任教聖類斯中學足球隊教練。

## 球會生涯
梁星耀生於香港，自幼踢小型足球，而初時踢五人足球隊時教練便是前港超聯球員蘇來強，其後在U15時只是踢過半年，由現時大埔教練李志堅執教的深水埗，但因他比較懶，踢11場要跑動多怕辛苦下便回去踢五人足球，後來超過青年軍年齡後，梁星耀想繼續踢足球便輾轉加盟當時乙組球會深水埗，多安排踢正中場或右中場。
直到他看到五人隊的隊友蕭俊銘和鍾偉強都能佂戰港超聯，便再萌生加盟職業隊的念頭，其後他便透過李志堅教練推薦下，到任教的港超聯球會和富大埔試腳，到一兩星期後便簽約成球員，並於2016年12月17日以1–5不敵南華的足總盃初賽職業生涯首度亮相，幸好球隊1995年以下出生的球員只得4個，而菁英盃又要要求出夠兩名U22球員，結果梁星耀便在盃賽成為正選左翼衛，更在2017年5月3日在菁英盃決賽獲正選登場，並為和富大埔奪得當屆的菁英盃冠軍。
2020年10月30日，甲組球會深水埗宣佈梁星耀加盟。2022–23球季，梁星耀隨隊重返港超聯。

## 國際賽生涯
2017年5月，雖然梁星耀首季以來總共有8次的上陣機會，但卻贏得香港隊教練團賞識挑選入香港U23的集訓名單中，隨球隊到緬甸參與KBZ銀行盃，在3場賽事中有1場獲教練金判坤委以重任以正選身份上陣，他於2017年7月入選香港U22代表隊參與在朝鮮舉行的亞洲23歲以下錦標賽外圍賽，但最後香港以1勝2和不敗的成績未能成為五隊最佳次名之一無緣晉身決賽周。

## 榮譽
和富大埔
- 香港菁英盃冠軍（2016–17季度）

## 外部連結
- 香港足球總會網頁球員註冊資料 （页面存档备份，存于）